# Nati il 21 aprile
| Questa pagina contiene informazioni ricavate automaticamente dalle voci biografiche con l'ausilio del template Bio e di un bot. L'aggiornamento è periodico e automatico e ricostruisce completamente la pagina. Se manca una persona in questa lista, sei pregato di non aggiungerla, ma accertati piuttosto che la sua voce biografica contenga il template Bio e che i dati anagrafici siano correttamente compilati. Se il template Bio manca, inseriscilo tu stesso o, in alternativa, metti l'avviso {{tmp\|Bio}} che ne segnala la mancanza. Se i dati riportati sono sbagliati, correggi direttamente la voce biografica; le modifiche saranno visibili in questa lista entro pochi giorni. Per chiarimenti vedi il progetto biografie. La lista contiene solo le 1.160 persone che sono citate nell'enciclopedia e per le quali è stato implementato correttamente il template Bio. Pagina aggiornata al 17 ago 2025. |

## XIV secolo(1)
- 1397 - Paolo dal Pozzo Toscanelli, matematico, astronomo e cartografo italiano († 1482)

## XV secolo(3)
- 1445 - Pietro Riario, cardinale e arcivescovo cattolico italiano († 1474)
- 1483 - Paolo Giovio, vescovo cattolico, storico e medico italiano († 1552)
- 1488 - Ulrich von Hutten, umanista tedesco († 1523)

## XVI secolo(6)
- 1523 - Marcantonio Bragadin, politico e militare italiano († 1571)
- 1555 - Ludovico Carracci, pittore italiano († 1619)
- 1568 - Federico II di Holstein-Gottorp, duca tedesco († 1587)
- 1571 - Jacob Isaaczoon van Swanenburg, pittore olandese († 1638)
- 1575 - Francesco Molin, doge († 1655)
- 1594 - Bernardino Spada, cardinale, arcivescovo e collezionista d'arte italiano († 1661)

## XVII secolo(15)
- 1601 - Camillo Domenico Rospigliosi, nobile e mecenate italiano († 1670)
- 1611 - Carlo Carafa della Spina, cardinale italiano († 1680)
- 1611 - Clemente Galano, missionario e presbitero italiano († 1666)
- 1619 - Jan van Riebeeck, esploratore olandese († 1677)
- 1620 - Salvatore Castiglione, pittore italiano († 1676)
- 1630 - Pieter van Roestraeten, pittore e disegnatore olandese († 1700)
- 1631 - Francesco Maidalchini, cardinale italiano († 1700)
- 1631 - Conrad Zellweger, politico svizzero († 1695)
- 1651 - Giuseppe Vaz, presbitero indiano († 1711)
- 1652 - Michel Rolle, matematico francese († 1719)
- 1661 - Georg Joseph Kamel, gesuita, missionario e botanico ceco († 1706)
- 1663 - Tommaso Nasini, pittore italiano († 1746)
- 1671 - John Law, economista scozzese († 1729)
- 1671 - Giovanni Battista Mesmer, cardinale italiano († 1760)
- 1696 - Francesco De Mura, pittore italiano († 1782)

## XVIII secolo(32)
- 1708 - Davide Antonio Fossati, pittore e incisore svizzero († 1795)
- 1710 - Francesco Foschi, pittore italiano († 1780)
- 1713 - Louis de Noailles, nobile francese († 1793)
- 1721 - Muzio Gallo, cardinale e vescovo cattolico italiano († 1801)
- 1729 - Ulrik Christian Kaas, ammiraglio danese († 1808)
- 1734 - Antonio Sentmanat y Castellá, cardinale spagnolo († 1806)
- 1744 - Bonaventura Gazola, cardinale e vescovo cattolico italiano († 1832)
- 1744 - John Meade, I conte di Clanwilliam, nobile irlandese († 1800)
- 1746 - James Harris, I conte di Malmesbury, diplomatico inglese († 1820)
- 1751 - Ira Allen, generale e politico statunitense († 1814)
- 1758 - Stephen Kemble, attore teatrale inglese († 1822)
- 1759 - Luigi de' Medici di Ottajano, nobile, giurista e politico italiano († 1830)
- 1761 - Şah Sultan, principessa ottomana († 1803)
- 1763 - François de Charette, generale e politico francese († 1796)
- 1767 - Étienne-Denis Pasquier, politico francese († 1862)
- 1767 - Elisabetta Guglielmina di Württemberg, nobile († 1790)
- 1770 - Maria Anna d'Asburgo-Lorena, badessa († 1809)
- 1770 - Massimiliano Camillo VIII Massimo, I principe di Arsoli, nobile italiano († 1840)
- 1772 - Guillaume Latrille de Lorencez, generale francese († 1855)
- 1772 - Semën Filippovič Mavrin, politico russo († 1855)
- 1772 - Antonio Niccolini, architetto e decoratore italiano († 1850)
- 1774 - Jean-Pierre Aumer, ballerino e coreografo francese († 1833)
- 1774 - Jean-Baptiste Biot, fisico e matematico francese († 1862)
- 1775 - Alexander Anderson, incisore, illustratore e medico statunitense († 1870)
- 1775 - Edward Smith-Stanley, XIII conte di Derby, politico e naturalista inglese († 1851)
- 1781 - Albin Roussin, ammiraglio e senatore francese († 1854)
- 1782 - Friedrich Fröbel, pedagogista e filosofo tedesco († 1852)
- 1785 - Charles Joseph, conte de Flahaut, nobile e generale francese († 1870)
- 1790 - Manuel Blanco Encalada, ammiraglio e politico cileno († 1876)
- 1795 - Vincenzo Pallotti, presbitero italiano († 1850)
- 1797 - Stefano Agostini, biblista e patriota italiano († 1877)
- 1797 - Ekaterina Nikolaevna Raevskaja, nobildonna russa († 1885)

## XIX secolo(179)
- 1803 - Jean-Pierre Thénot, pittore francese († 1857)
- 1805 - James Martineau, filosofo e teologo britannico († 1900)
- 1805 - Carl Joseph Napoleon Balling, chimico boemo († 1868)
- 1806 - Henry Cohen, numismatico, bibliografo e compositore francese († 1880)
- 1806 - George Cornewall Lewis, politico e letterato britannico († 1863)
- 1806 - Petrus van Schendel, pittore olandese († 1870)
- 1807 - Tommaso Michele Salzano, arcivescovo cattolico e teologo italiano († 1890)
- 1809 - Robert Mercer Taliaferro Hunter, politico statunitense († 1887)
- 1811 - Ludovico Ideo, vescovo cattolico italiano († 1880)
- 1814 - Louis-Auguste Bisson, fotografo francese († 1876)
- 1814 - Angela Burdett-Coutts, filantropa inglese († 1906)
- 1815 - Federigo De Larderel, politico italiano († 1876)
- 1815 - Pietro Fanfani, scrittore, filologo e funzionario italiano († 1879)
- 1815 - Louise Rasmussen, ballerina e attrice teatrale danese († 1874)
- 1816 - Charlotte Brontë, scrittrice britannica († 1855)
- 1816 - Louis Wigfall, politico e generale statunitense († 1874)
- 1817 - Peter Ludwig Hertel, compositore tedesco († 1899)
- 1821 - Thomas Stephens, storico gallese († 1875)
- 1822 - Hannibal Goodwin, presbitero, inventore e imprenditore statunitense († 1900)
- 1826 - Augusto Lorenzini, funzionario e politico italiano († 1907)
- 1827 - Guglielmo Francesco d'Asburgo-Teschen, nobile austriaco († 1894)
- 1827 - Heinrich Limpricht, chimico tedesco († 1909)
- 1827 - Felicita Morandi, scrittrice e educatrice italiana († 1906)
- 1828 - Anselme Mathieu, poeta francese († 1895)
- 1828 - Alexander Pagenstecher, oculista tedesco († 1879)
- 1828 - Giandomenico Romano, patriota e politico italiano († 1888)
- 1828 - Hippolyte Taine, filosofo, storico e critico letterario francese († 1893)
- 1829 - Anne Hay-Mackenzie, duchessa di Sutherland, nobildonna inglese († 1888)
- 1829 - Maria Anna Sala, religiosa italiana († 1891)
- 1830 - Clémence Royer, filosofa e scienziata francese († 1902)
- 1831 - Ernest Besnier, dermatologo francese († 1909)
- 1831 - James Starley, inventore inglese († 1881)
- 1832 - Vincenzo De Filpo, politico italiano († 1900)
- 1833 - George Henry Lewis, avvocato inglese († 1911)
- 1834 - Adrien René Franchet, botanico francese († 1900)
- 1835 - Lovro Monti, politico italiano († 1898)
- 1836 - Edoardo Sonzogno, editore e editore musicale italiano († 1920)
- 1837 - Fredrik Bajer, scrittore, pacifista e insegnante danese († 1922)
- 1837 - Pietro Vacchelli, politico e patriota italiano († 1913)
- 1838 - John Muir, ingegnere, naturalista e scrittore scozzese († 1914)
- 1838 - Francesco Pistoia, militare e politico italiano († 1927)
- 1840 - Johann Santner, alpinista austro-ungarico († 1912)
- 1841 - Anselmo Lorenzo, anarchico e sindacalista spagnolo († 1914)
- 1843 - Walther Flemming, biologo tedesco († 1905)
- 1846 - Anthony Clarke Booth, militare britannico († 1899)
- 1847 - Richard Pribram, chimico austriaco († 1928)
- 1847 - Enrico Rocca, liutaio italiano († 1915)
- 1848 - Francis Charmes, giornalista, diplomatico e editore francese († 1916)
- 1848 - Carl Stumpf, filosofo e psicologo tedesco († 1936)
- 1849 - Oscar Hertwig, zoologo e biologo tedesco († 1922)
- 1850 - Pasquale Cinquegrana, paroliere italiano († 1939)
- 1850 - Franco Tosi, ingegnere, imprenditore e politico italiano († 1898)
- 1851 - Alexander Macfarlane, matematico scozzese († 1913)
- 1852 - William Clegg, calciatore e politico inglese († 1932)
- 1852 - Victoriano Guisasola y Menéndez, cardinale e arcivescovo cattolico spagnolo († 1920)
- 1852 - Alberto Pollio, generale italiano († 1914)
- 1852 - Ottavio Ragni, generale italiano († 1919)
- 1854 - Adolf Lorenz, chirurgo austriaco († 1946)
- 1855 - Heinrich Grünfeld, violoncellista boemo († 1931)
- 1858 - Miss Lala, circense († 1945)
- 1858 - Theodor Wundt, alpinista, militare e scrittore tedesco († 1929)
- 1859 - Casimiro Mondino, medico italiano († 1924)
- 1860 - Alberto Cencelli, politico e agronomo italiano († 1924)
- 1861 - Anselmo Figueroa, politico e giornalista messicano († 1915)
- 1862 - Fulvio Riccieri, generale italiano († 1917)
- 1862 - François-Léon Sicard, scultore francese († 1934)
- 1862 - John Borland Thayer, imprenditore statunitense († 1912)
- 1863 - Antonio Cubeddu, poeta italiano († 1954)
- 1863 - Thurston Rostron, calciatore britannico († 1891)
- 1864 - Camillo Serafini, numismatico e politico italiano († 1952)
- 1864 - Max Weber, sociologo, filosofo e economista tedesco († 1920)
- 1865 - Ottone Francesco d'Asburgo-Lorena, nobile († 1906)
- 1865 - Giuseppe Tarditi, generale italiano († 1942)
- 1867 - Arturo Ferretto, storico italiano († 1928)
- 1868 - Abram Michajlovič Dragomirov, generale russo († 1955)
- 1868 - Robert Herrick, scrittore statunitense († 1938)
- 1868 - Rosendo Mendizábal, musicista e compositore argentino († 1913)
- 1869 - Hauk Aabel, attore norvegese († 1961)
- 1870 - Dunstano Cancellieri, pedagogista e anarchico italiano († 1949)
- 1870 - Stanisław Wojciech Okoniewski, vescovo cattolico polacco († 1944)
- 1870 - Ferdinand Payan, ciclista su strada francese († 1961)
- 1870 - Edwin S. Porter, regista, direttore della fotografia e sceneggiatore statunitense († 1941)
- 1871 - Leo Blech, compositore e direttore d'orchestra tedesco († 1958)
- 1871 - Mario Morasso, scrittore, poeta e saggista italiano († 1938)
- 1872 - Salvatore Corvaya, pittore italiano († 1962)
- 1874 - Giulio Bas, compositore e organista italiano († 1929)
- 1874 - Billy Bitzer, regista e fotografo statunitense († 1944)
- 1874 - Michele Salvatore Ciociano, mandolinista, compositore e direttore d'orchestra italiano († 1944)
- 1874 - Arthur Millett, attore statunitense († 1952)
- 1874 - Vincent Scotto, compositore francese († 1952)
- 1874 - Walter Gordon Wilson, ingegnere irlandese († 1957)
- 1875 - Paul Pfeiffer, chimico tedesco († 1951)
- 1875 - André Siegfried, sociologo e geografo francese († 1959)
- 1875 - Egon von Waldstätten, militare e storico austriaco († 1951)
- 1877 - Giuseppe Checchia Rispoli, geologo e paleontologo italiano († 1947)
- 1878 - Viktor Dvorčák, politico e giornalista slovacco († 1943)
- 1878 - Chris Forney, tennista statunitense († 1914)
- 1879 - Kartini, attivista e nobile indonesiana († 1904)
- 1879 - Maurice Verdonck, canottiere belga († 1968)
- 1880 - Giovanni Battista Imberti, imprenditore e politico italiano († 1955)
- 1880 - Nicola Pende, politico e medico italiano († 1970)
- 1880 - Tony Sarg, artista, illustratore e burattinaio statunitense († 1942)
- 1882 - Enzo Bifoli, architetto, pittore e scultore italiano († 1965)
- 1882 - Percy Williams Bridgman, fisico statunitense († 1961)
- 1882 - Francesco Miceli Picardi, politico italiano († 1954)
- 1883 - Kyūzō Mifune, judoka giapponese († 1965)
- 1883 - Lewis Rickinson, esploratore, ingegnere e militare britannico († 1945)
- 1884 - Mario Piacenza, alpinista, etnologo e esploratore italiano († 1957)
- 1884 - Policarpo Scagliarini, presbitero italiano († 1946)
- 1884 - Igino Maria Serci Vaquer, vescovo cattolico italiano († 1938)
- 1884 - Ferdinando di Savoia-Genova, ammiraglio italiano († 1963)
- 1885 - Harry Hampton, calciatore e allenatore di calcio inglese († 1963)
- 1885 - Constance Knox, nobildonna inglese († 1964)
- 1886 - Henry Lehrman, produttore cinematografico, regista e attore statunitense († 1946)
- 1886 - Viktor von Weizsäcker, fisiologo e antropologo tedesco († 1957)
- 1887 - Pasquale Alécce, imprenditore italiano († 1955)
- 1887 - Riccardo Grazioli Lante della Rovere, militare italiano († 1911)
- 1887 - Raffaele Manari, presbitero, organista e compositore italiano († 1933)
- 1887 - Joe McCarthy, allenatore di baseball statunitense († 1978)
- 1887 - Lillian Walker, attrice statunitense († 1975)
- 1887 - Alessandra Vittoria di Schleswig-Holstein-Sonderburg-Glücksburg, principessa († 1957)
- 1888 - Guido Calza, archeologo italiano († 1946)
- 1888 - Georges Parcheminey, neurologo e psicoanalista francese († 1953)
- 1889 - Page Belcher, politico e avvocato statunitense († 1980)
- 1889 - Piero Calamandrei, politico, giurista e avvocato italiano († 1956)
- 1889 - Ettore Del Tetto, generale italiano († 1945)
- 1889 - Paul Karrer, chimico svizzero († 1971)
- 1889 - Manuel Prado Ugarteche, politico e banchiere peruviano († 1967)
- 1890 - Giovanni Casula, generale italiano († 1983)
- 1890 - Benno Landsberger, archeologo e orientalista tedesco († 1968)
- 1890 - Jaroslav Špindler, calciatore austriaco († 1965)
- 1890 - Eugène Séguy, entomologo francese († 1985)
- 1890 - Marc Wright, astista statunitense († 1975)
- 1891 - Carlo Allorio, vescovo cattolico italiano († 1969)
- 1891 - Goffredo Alterisio, politico italiano († 1973)
- 1891 - Vittorio Varale, giornalista e scrittore italiano († 1973)
- 1892 - Walter Wessel, generale tedesco († 1943)
- 1893 - Romeo Bertini, maratoneta e mezzofondista italiano († 1973)
- 1893 - Walter Christaller, geografo e economista tedesco († 1969)
- 1893 - Carlo Gardan, militare italiano († 1918)
- 1893 - Matsuji Ijūin, ammiraglio giapponese († 1944)
- 1893 - Cesare Pallavicino, ingegnere italiano († 1976)
- 1893 - Lorenzo Tio, clarinettista, oboista e sassofonista statunitense († 1933)
- 1894 - Marco Muggiani, cestista, allenatore di pallacanestro e dirigente sportivo italiano († 1963)
- 1894 - Ettore Viola, militare e politico italiano († 1986)
- 1894 - Satyu Yamaguti, entomologo giapponese († 1976)
- 1894 - Iliazd, artista sovietico († 1975)
- 1895 - Gerd Grieg, attrice norvegese († 1988)
- 1895 - Rocky Kansas, pugile statunitense († 1954)
- 1895 - Willard Rice, hockeista su ghiaccio statunitense († 1967)
- 1895 - Luigi Santucci, militare italiano († 1935)
- 1895 - Henry de Montherlant, scrittore, drammaturgo e poeta francese († 1972)
- 1896 - Victoria Forde, attrice statunitense († 1964)
- 1896 - Attila Hörbiger, attore austriaco († 1987)
- 1896 - Silvio Saglio, alpinista e scrittore italiano († 1964)
- 1896 - Theo Schetters, calciatore olandese († 1973)
- 1896 - Gertruida Wijsmuller-Meijer, attivista olandese († 1978)
- 1896 - Silvio Zaniboni, scultore italiano († 1980)
- 1897 - Mariano Marcos, politico, avvocato e insegnante filippino († 1945)
- 1897 - Pietro Vassena, inventore e imprenditore italiano († 1967)
- 1897 - Aage Walther, ginnasta danese († 1961)
- 1897 - Ugo Zaniboni Ferino, generale e storico italiano († 1996)
- 1898 - Giovanni Giuseppe Bonzi, presbitero e teologo italiano († 1969)
- 1898 - Otto Brunner, storico e giurista austriaco († 1982)
- 1898 - Walter Forde, attore, sceneggiatore e regista britannico († 1984)
- 1898 - Aldo Gabrielli, grammatico, linguista e lessicografo italiano († 1978)
- 1898 - Eero Lehtonen, multiplista finlandese († 1959)
- 1898 - Steve Owen, allenatore di football americano e giocatore di football americano statunitense († 1964)
- 1898 - Maurice Wilson, militare e aviatore britannico († 1934)
- 1899 - Paul Angoulvent, editore francese († 1976)
- 1899 - Achille Lega, pittore italiano († 1934)
- 1899 - James Lennox, aviatore britannico
- 1899 - Grigorij Alekseevič Levkoev, regista cinematografico sovietico († 1986)
- 1899 - José Ramos, calciatore portoghese
- 1899 - Randall Thompson, compositore statunitense († 1984)
- 1900 - Arne Andersen, calciatore norvegese († 1986)
- 1900 - Giuseppe Battifoglia, politico italiano
- 1900 - Dumarsais Estimé, politico haitiano († 1953)
- 1900 - Hans Fritzsche, funzionario, conduttore radiofonico e giornalista tedesco († 1953)

## XX secolo(893)
- 1901 - Eugenio Dellacasa, calciatore e pallanuotista italiano († 1985)
- 1901 - William Ferrari, scenografo statunitense († 1962)
- 1901 - Gladys Mitchell, scrittrice e insegnante britannica († 1983)
- 1901 - Umberto Tomba, politico italiano († 1971)
- 1901 - Maria de la Cruz Nault, religiosa e mistica francese († 1999)
- 1902 - Sorelle De Marchi, insegnante italiana († 1975)
- 1902 - Cyril Gill, velocista britannico († 1989)
- 1902 - Ildebrando Imberciadori, storico italiano († 1995)
- 1902 - José María Lavalle, calciatore peruviano († 1984)
- 1902 - Gino Levi-Montalcini, architetto e disegnatore italiano († 1974)
- 1902 - Don Potter, scultore e insegnante britannico († 2004)
- 1903 - Eugenio Castellucci, calciatore argentino
- 1903 - Hans Hedtoft, politico danese († 1955)
- 1903 - Luis Saslavsky, regista cinematografico e sceneggiatore argentino († 1995)
- 1903 - Isaac Jacob Schoenberg, matematico rumeno († 1990)
- 1904 - Daniel L. Fapp, direttore della fotografia statunitense († 1986)
- 1904 - Odilo Globočnik, generale e politico austriaco († 1945)
- 1904 - Francesco Grandjacquet, attore italiano († 1991)
- 1904 - Vasiľ Hopko, vescovo cattolico slovacco († 1976)
- 1904 - Jean Hélion, pittore francese († 1987)
- 1904 - Vincentas Padolskis, vescovo cattolico lituano († 1960)
- 1904 - Victor León Esteban San Miguel y Erce, vescovo cattolico e missionario spagnolo († 1995)
- 1904 - Bernard Schmetz, schermidore francese († 1966)
- 1904 - Gijs van Hall, banchiere e politico olandese († 1977)
- 1905 - Pat Brown, politico e avvocato statunitense († 1996)
- 1905 - Guido Bustelli, politico e militare svizzero († 1992)
- 1905 - Tore Ljungqvist, pallanuotista svedese († 1980)
- 1905 - Ted Osborne, attore statunitense († 1987)
- 1906 - Aldo Damo, partigiano e politico italiano († 1978)
- 1906 - Alberto Domínguez, compositore messicano († 1975)
- 1906 - Paolo Frezza, giurista italiano († 1996)
- 1906 - René Kenner, calciatore francese († 1970)
- 1906 - Ken Strong, giocatore di football americano statunitense († 1979)
- 1907 - David Alexander, scrittore e giornalista statunitense († 1973)
- 1907 - Dorothy Baker, scrittrice statunitense († 1968)
- 1907 - Dario Gay, calciatore e allenatore di calcio italiano († 1992)
- 1907 - Enrique Líster, generale e politico spagnolo († 1994)
- 1908 - Louis Hostin, sollevatore francese († 1998)
- 1908 - Alfred Lion, produttore discografico tedesco († 1987)
- 1908 - Peter Pietras, calciatore statunitense († 1993)
- 1909 - Nikolaj Vladimirovič Dostal', regista cinematografico sovietico († 1959)
- 1909 - Giuseppe Gamba, calciatore italiano
- 1909 - Józef Kosacki, ingegnere e ufficiale polacco († 1990)
- 1909 - Attilio Kossovel, calciatore e allenatore di calcio italiano († 1982)
- 1909 - Rollo May, psicologo e insegnante statunitense († 1994)
- 1909 - Charles Singleton, critico letterario e italianista statunitense († 1985)
- 1909 - Eduard Stiefel, matematico svizzero († 1978)
- 1910 - Carlos Humberto Rodríguez Quirós, arcivescovo cattolico e religioso costaricano († 1986)
- 1910 - Jacques Duchesne-Guillemin, storico delle religioni e orientalista belga († 2012)
- 1910 - Alba Florio, poetessa italiana († 2011)
- 1910 - Jozef Herda, lottatore cecoslovacco († 1985)
- 1911 - Chuck Chapman, cestista canadese († 2002)
- 1911 - Leonard Warren, baritono statunitense († 1960)
- 1912 - Eve Arnold, fotografa statunitense († 2012)
- 1912 - Feike Asma, organista e direttore d'orchestra olandese († 1984)
- 1912 - Anelito Barontini, politico e partigiano italiano († 1983)
- 1912 - Marcel Camus, regista cinematografico francese († 1982)
- 1912 - Eugenio Facchini, politico italiano († 1944)
- 1912 - Hermann Withalm, politico austriaco († 2003)
- 1913 - Milivoj Ašner, poliziotto croato († 2011)
- 1913 - Nello Bechelli, calciatore e allenatore di calcio italiano
- 1913 - Richard Beeching, fisico e ingegnere britannico († 1985)
- 1913 - Giovanni Cassandro, giurista e politico italiano († 1989)
- 1913 - Maud Galtier, tennista francese († 2014)
- 1913 - Josef Meinrad, attore austriaco († 1996)
- 1913 - Norman Parkinson, fotografo inglese († 1990)
- 1913 - Kai-Uwe von Hassel, politico tedesco († 1997)
- 1914 - Jean Goujon, pistard francese († 1991)
- 1914 - Mario Maurelli, arbitro di calcio italiano († 2000)
- 1914 - Norman Panama, sceneggiatore, regista e produttore cinematografico statunitense († 2003)
- 1914 - Angelo Savoldi, wrestler italiano († 2013)
- 1915 - Garrett Hardin, ecologo statunitense († 2003)
- 1915 - Mario Ingrellini, militare e aviatore italiano († 1942)
- 1915 - Virgilio Lazzeroni, psicologo italiano († 2000)
- 1915 - Anthony Quinn, attore messicano († 2001)
- 1916 - Walter Berg, calciatore tedesco († 1949)
- 1916 - Sidney Clute, attore statunitense († 1985)
- 1916 - Richard Damon Lines, astronomo statunitense († 1992)
- 1916 - Giacomo Mancini, politico italiano († 2002)
- 1917 - Kenneth Campbell, militare e aviatore scozzese († 1941)
- 1918 - Eddy Christiani, chitarrista, cantante e compositore olandese († 2016)
- 1918 - Guillaume Merckx, cestista belga
- 1918 - Jerry Rizzo, cestista statunitense († 2011)
- 1919 - Chino Alessi, giornalista e scrittore italiano († 1996)
- 1919 - Edmond Bernhard, regista e sceneggiatore belga († 2001)
- 1919 - André Bettencourt, politico francese († 2007)
- 1919 - Don Cornell, cantante statunitense († 2004)
- 1919 - Roberto D'Alessandro, calciatore argentino († 1959)
- 1919 - Licio Gelli, criminale italiano († 2015)
- 1919 - Lino Pasquali, imprenditore e agronomo italiano († 2006)
- 1919 - Rosario Sánchez Mora, politica spagnola († 2008)
- 1919 - Calogero Traina, politico italiano († 2001)
- 1920 - Edmund Adamkiewicz, calciatore tedesco († 1991)
- 1920 - Christopher Dark, attore statunitense († 1971)
- 1920 - Anselmo Duarte, regista, sceneggiatore e attore brasiliano († 2009)
- 1920 - John Roderick Galvin, militare e aviatore statunitense († 1994)
- 1920 - Alfredo Grifone, partigiano italiano († 1944)
- 1920 - Ladislav Koubek, calciatore cecoslovacco († 1992)
- 1920 - Bruno Maderna, compositore e direttore d'orchestra italiano († 1973)
- 1920 - Hans Henning Ørberg, grammatico, latinista e insegnante danese († 2010)
- 1920 - Giuseppe Pezzuoli, chirurgo e cardiochirurgo italiano († 2010)
- 1920 - Nelo Risi, poeta e regista italiano († 2015)
- 1920 - Dante Troisi, scrittore e magistrato italiano († 1989)
- 1921 - Angela Bianchini, scrittrice, ispanista e traduttrice italiana († 2018)
- 1921 - Mario Capelli, partigiano italiano († 1944)
- 1921 - Bruno Cetto, ingegnere e micologo italiano († 1991)
- 1921 - Makala, calciatore spagnolo († 1994)
- 1921 - Aldo Gavazzi, calciatore italiano
- 1922 - Valérie André, generale e aviatrice francese († 2025)
- 1922 - Alistair MacLean, scrittore britannico († 1987)
- 1922 - Dan McKinnon, hockeista su ghiaccio statunitense († 2017)
- 1922 - Stanislav Iosifovič Rostockij, regista e sceneggiatore russo († 2001)
- 1922 - Gino Vermicelli, partigiano, politico e scrittore italiano († 1998)
- 1923 - Nello Barbadoro, pugile e allenatore di pugilato italiano († 2012)
- 1923 - Alfredo Chiaretti, calciatore italiano († 2015)
- 1923 - Piero Fiorelli, linguista, storico della letteratura e giurista italiano († 2025)
- 1923 - Chris Greenham, effettista statunitense († 1989)
- 1923 - Lara Vinca Masini, critica d'arte italiana († 2021)
- 1923 - John Mortimer, avvocato, drammaturgo e sceneggiatore inglese († 2009)
- 1923 - Achille Roncoroni, imprenditore italiano († 2005)
- 1923 - Saturnino, pittore e tenore italiano († 2003)
- 1923 - Henk Zanoli, avvocato olandese († 2015)
- 1923 - Jakov Borisovič Ėstrin, scacchista sovietico († 1987)
- 1924 - Ivo Pesaresi, calciatore italiano († 2019)
- 1924 - Gunars Saliņš, scrittore lettone († 2010)
- 1924 - Philip Testa, mafioso statunitense († 1981)
- 1924 - Elsa-Marianne von Rosen, danzatrice, coreografa e attrice svedese († 2014)
- 1925 - Giulio Giovannini, alpinista italiano († 2005)
- 1925 - Alfred Kelbassa, calciatore tedesco occidentale († 1988)
- 1925 - Stefano Malacarne, calciatore italiano
- 1925 - Sibghatullah Mojaddedi, politico afghano († 2019)
- 1925 - Luigi Pellegrin, architetto italiano († 2001)
- 1925 - Carline Ray, musicista e cantante statunitense († 2013)
- 1925 - Marcello Venturi, scrittore e giornalista italiano († 2008)
- 1926 - Elisabetta II del Regno Unito, sovrana britannica († 2022)
- 1926 - Mustafa Ertan, allenatore di calcio e calciatore turco († 2005)
- 1926 - Egidio Lorenzi, calciatore italiano
- 1926 - Aleksandăr Lûdskanov, traduttore bulgaro († 1975)
- 1926 - Milli Martinelli, scrittrice, traduttrice e slavista italiana († 2018)
- 1926 - Roger Mayer, produttore cinematografico statunitense († 2015)
- 1926 - Arthur Rowley, allenatore di calcio e calciatore inglese († 2002)
- 1927 - Norman Brokaw, manager statunitense († 2016)
- 1927 - Gerald Flood, attore e doppiatore britannico († 1989)
- 1927 - Karl-Heinz Ilsch, calciatore tedesco orientale († 2005)
- 1927 - Pierfranco Pastore, vescovo cattolico italiano († 2015)
- 1927 - Pepper Gomez, wrestler e culturista statunitense († 2004)
- 1927 - Remo Venturi, ex pilota motociclistico italiano
- 1928 - Mario Formenton, dirigente d'azienda e editore italiano († 1987)
- 1928 - Raffaello Fossi, pittore italiano († 1962)
- 1928 - Dee Hartford, attrice statunitense († 2018)
- 1929 - Vittorio Centanaro, chitarrista e compositore italiano († 2011)
- 1929 - Giovanni Cesare Ferrara, costituzionalista e politico italiano († 2021)
- 1929 - Juliette Figueras, modella francese
- 1929 - Gisela Fischer, attrice tedesca († 2014)
- 1929 - Riccardo Taliano, pittore e gallerista italiano († 2012)
- 1929 - Velimir Valenta, canottiere jugoslavo († 2004)
- 1930 - Mário Covas, ingegnere e politico brasiliano († 2001)
- 1930 - Silvana Mangano, attrice italiana († 1989)
- 1930 - Dieter Roth, poeta e artista tedesco († 1998)
- 1931 - Gabriel de Broglie, storico, politico e diplomatico francese († 2025)
- 1931 - Massimo Ceccotti, giocatore di baseball, allenatore di baseball e dirigente sportivo italiano († 2007)
- 1931 - Laura Micheli, ex ginnasta italiana
- 1931 - Nick Nostro, regista italiano († 2014)
- 1931 - Morgan Wootten, allenatore di pallacanestro statunitense († 2020)
- 1931 - Ignazio Zakka I Iwas, iracheno († 2014)
- 1931 - Jula de Palma, cantante italiana
- 1932 - Antonino Cuffaro, politico italiano († 2019)
- 1932 - Slide Hampton, trombonista e compositore statunitense († 2021)
- 1932 - Elaine May, regista, sceneggiatrice e attrice statunitense
- 1932 - Angela Mortimer, ex tennista britannica
- 1932 - Max Pfister, linguista e filologo svizzero († 2017)
- 1933 - Easley Blackwood Jr., compositore, pianista e scrittore statunitense († 2023)
- 1933 - Ian Carr, trombettista e compositore scozzese († 2009)
- 1933 - Chuck Mencel, ex cestista statunitense
- 1933 - Petr Pokorný, teologo, biblista e grecista ceco († 2020)
- 1934 - Meron Benvenisti, politologo e giornalista israeliano († 2020)
- 1934 - Riccardo Campa, filosofo e storico della filosofia italiano
- 1934 - Philippe Doumenc, scrittore francese († 2023)
- 1934 - Danilo Morini, politico e funzionario italiano († 2023)
- 1934 - Vincenzo Mungari, avvocato, politico e dirigente pubblico italiano († 2015)
- 1934 - Gheorghe Negrea, pugile rumeno († 2001)
- 1934 - Kenzō Ōhashi, calciatore giapponese († 2015)
- 1934 - Masao Uchino, calciatore giapponese († 2013)
- 1935 - Vanna Cercenà, scrittrice italiana († 2022)
- 1935 - Robin Dixon, ex bobbista britannico
- 1935 - Arnaud Geyre, ciclista su strada francese († 2018)
- 1935 - Charles Grodin, attore statunitense († 2021)
- 1935 - Paolo Pucci, ex pallanuotista e nuotatore italiano
- 1935 - Vincenzo Romano Salvia, pittore italiano († 2019)
- 1936 - Robert Cleary, hockeista su ghiaccio statunitense († 2015)
- 1936 - Joe Francis, giocatore di football americano statunitense († 2013)
- 1936 - Roland Guenter, storico dell'arte tedesco
- 1937 - Egidio Fumagalli, calciatore italiano († 2015)
- 1937 - Gianfranco Girotti, vescovo cattolico italiano
- 1937 - Vadym Hladun, cestista sovietico († 2024)
- 1937 - Giorgio Pressburger, regista, scrittore e drammaturgo ungherese († 2017)
- 1938 - Luigi Romolo Cielo, medievista e storico dell'arte italiano († 2021)
- 1938 - Eleuterio Francesco Fortino, presbitero italiano († 2010)
- 1938 - Adolfo Arnoldo Majano, militare e politico salvadoregno
- 1938 - Eraldo Pizzo, ex pallanuotista e dirigente sportivo italiano
- 1938 - Irma Rauš, attrice e regista sovietica
- 1938 - Reni Santoni, attore statunitense († 2020)
- 1939 - Mario Collevecchio, politico italiano
- 1939 - Ian Gibson, storico e ispanista irlandese
- 1939 - Luciano Nanni, filosofo e semiologo italiano
- 1939 - Helen Prejean, religiosa statunitense
- 1939 - Louis Provelli, calciatore francese († 2014)
- 1939 - Susan Roberts, ex nuotatrice sudafricana
- 1939 - Cicci Santucci, trombettista e compositore italiano
- 1939 - Vittorio Sindoni, regista e sceneggiatore italiano
- 1940 - Francesc Buscató, ex cestista e allenatore di pallacanestro spagnolo
- 1940 - Souleymane Cissé, regista maliano († 2025)
- 1940 - George DiCenzo, attore, doppiatore e sceneggiatore statunitense († 2010)
- 1940 - Robert Knight, cantante statunitense († 2017)
- 1940 - Dino Mazza, politico italiano
- 1940 - Livia Pomodoro, ex magistrata, dirigente pubblica e giurista italiana
- 1940 - Peter Schneider, scrittore e sceneggiatore tedesco
- 1941 - David Boren, politico statunitense († 2025)
- 1941 - Giorgio Cavitelli, politico italiano
- 1941 - Pee Wee Ellis, sassofonista, compositore e arrangiatore statunitense († 2021)
- 1941 - Henri Lepage, economista francese
- 1941 - Sandro Martini, pittore italiano († 2022)
- 1941 - Raffaele Russo, militare italiano († 1979)
- 1941 - Juan Somavía, diplomatico cileno
- 1941 - Laura Switzer, cestista statunitense († 2019)
- 1941 - Anthony Thirlwall, economista britannico († 2023)
- 1941 - Florea Voinea, ex calciatore rumeno
- 1942 - Vitus Huonder, vescovo cattolico svizzero († 2024)
- 1942 - Giacomo Lanzetti, vescovo cattolico italiano
- 1942 - Brendan Malone, allenatore di pallacanestro statunitense († 2023)
- 1942 - Jaidip Mukerjea, ex tennista indiano
- 1942 - Geoffrey Palmer, politico neozelandese
- 1943 - Paolo Bergamo, ex arbitro di calcio italiano
- 1943 - Babacar Dia, ex cestista senegalese
- 1943 - Carlos Ferello, ex cestista argentino
- 1943 - Claudio Ferretti, giornalista, scrittore e conduttore radiofonico italiano († 2020)
- 1943 - Alana Ladd, attrice statunitense († 2014)
- 1943 - Jorge Lievano, ex calciatore salvadoregno
- 1943 - Philippe Séguin, magistrato e politico francese († 2010)
- 1943 - Jan Sikking, ex cestista olandese
- 1944 - Russell Boyd, direttore della fotografia australiano
- 1944 - Rich Dumas, cestista statunitense († 1991)
- 1944 - Eduardo Flores, calciatore e allenatore di calcio argentino († 2022)
- 1944 - Adrian Hurley, ex cestista e allenatore di pallacanestro australiano
- 1944 - Gaetano Michetti, politico italiano († 1999)
- 1944 - Tullio Ortolani, autore televisivo e scrittore italiano († 2019)
- 1944 - Brian Phelps, tuffatore britannico
- 1944 - Trooper Washington, cestista e allenatore di pallacanestro statunitense († 2004)
- 1945 - Heraldo Bezerra, calciatore brasiliano († 1977)
- 1945 - Tomas Bolme, attore svedese
- 1945 - Hernando Casanova, attore, regista e cantante colombiano († 2002)
- 1945 - Julián López Martín, vescovo cattolico spagnolo
- 1945 - Vincenzo Paglia, arcivescovo cattolico italiano
- 1945 - Ronnie Tober, cantante olandese
- 1946 - Semen Al'tman, allenatore di calcio e ex calciatore ucraino
- 1946 - Ivan Bisson, ex cestista e dirigente sportivo italiano
- 1946 - Ariedo Braida, dirigente sportivo e ex calciatore italiano
- 1946 - Claire Denis, regista e sceneggiatrice francese
- 1946 - Dino Di Carlo, allenatore di calcio e ex calciatore italiano
- 1946 - Silvio Fernández, ex schermidore venezuelano
- 1946 - László Horváth, pentatleta ungherese († 2025)
- 1946 - Kathleen Karr, scrittrice statunitense († 2017)
- 1946 - Franco Lo Piparo, linguista italiano
- 1946 - Juan José Omella, cardinale e arcivescovo cattolico spagnolo
- 1946 - Francesco Schittulli, oncologo e politico italiano
- 1946 - Xaver Schwarzenberger, regista e direttore della fotografia austriaco
- 1946 - Chiara Simoneschi-Cortesi, politica svizzera
- 1946 - Le Tari, attore statunitense († 1987)
- 1946 - Jean Thissen, allenatore di calcio e ex calciatore belga
- 1946 - Marcello Todaro, chitarrista italiano
- 1947 - Iggy Pop, cantautore, attore e produttore discografico statunitense
- 1947 - Rudi Stohl, ex pilota di rally e ex copilota di rally austriaco
- 1948 - Gary Condit, politico statunitense
- 1948 - Paul Davis, cantautore, pianista e tastierista statunitense († 2008)
- 1948 - Pamela Eldred, modella statunitense († 2022)
- 1948 - Dieter Fromm, ex mezzofondista tedesco
- 1948 - Takao Koyama, sceneggiatore giapponese
- 1948 - Gino Strada, medico, attivista e filantropo italiano († 2021)
- 1949 - Patti LuPone, attrice e cantante statunitense
- 1949 - Franca Orletti, linguista italiana
- 1949 - Lorenzo Salveti, regista, pedagogo e drammaturgo italiano
- 1950 - Simonetta Avalle, allenatrice di pallavolo italiana († 2025)
- 1950 - Roberto Ceruti, giornalista, chitarrista e compositore italiano
- 1950 - Bobby Hutton, attivista statunitense († 1968)
- 1950 - Tatsumi Kimishima, dirigente d'azienda giapponese
- 1950 - Carla Mancini, attrice italiana
- 1950 - Michel Rougerie, pilota motociclistico francese († 1981)
- 1950 - Rossano Vittori, poeta, scrittore e regista italiano
- 1951 - Tony Danza, attore e ex pugile statunitense
- 1951 - Jean-Pierre e Luc Dardenne, regista e sceneggiatore belga
- 1951 - Maria Del Zompo, medico e docente italiana
- 1951 - Michael Freedman, matematico statunitense
- 1951 - Mario Gasbarri, politico italiano († 2012)
- 1951 - Kim Young-ae, attrice sudcoreana († 2017)
- 1951 - Aleksandr Ivanovič Lavejkin, cosmonauta sovietico
- 1951 - Assunta Meloni, politica sammarinese
- 1951 - Silvano Moffa, politico e giornalista italiano
- 1951 - Piotr Mowlik, ex calciatore polacco
- 1951 - Giuseppe Saro, politico e agronomo italiano
- 1951 - Randy Wiel, ex cestista e allenatore di pallacanestro statunitense
- 1951 - Vladimir Nikolaevič Šašenok, ingegnere sovietico († 1986)
- 1952 - Soslan Andiev, lottatore sovietico († 2018)
- 1952 - Gaetano Baronchelli, ex ciclista su strada italiano
- 1952 - Vincenzo Castella, fotografo, chitarrista e regista italiano
- 1952 - Enrico Gerbò, allenatore di pallanuoto italiano
- 1952 - Cheryl Gillan, politica britannica († 2021)
- 1952 - Glenn Hansen, ex cestista statunitense
- 1952 - Milan Velimirović, compositore di scacchi serbo († 2013)
- 1953 - Asko Autio, ex fondista finlandese
- 1953 - Giuseppina Fasciani, politica e sindacalista italiana
- 1953 - István Kovács, calciatore ungherese († 2020)
- 1953 - Dave Meyers, cestista statunitense († 2015)
- 1953 - Sam Shepherd, ex cestista statunitense
- 1954 - Knut Ertesvåg, allenatore di calcio e ex calciatore norvegese
- 1954 - James Morrison, attore statunitense
- 1954 - Laura Podestà, nuotatrice italiana († 2022)
- 1955 - Antonino Caltabiano, ex lottatore italiano
- 1955 - Toninho Cerezo, allenatore di calcio e ex calciatore brasiliano
- 1955 - Remigio Ceroni, politico italiano
- 1955 - Enea Codotto, carabiniere italiano († 1981)
- 1955 - Adriana Lotto, storica e docente italiana
- 1955 - Erick Mombaerts, allenatore di calcio, dirigente sportivo e ex calciatore francese
- 1955 - David Michael O'Connell, vescovo cattolico statunitense
- 1955 - Tūheitia Paki, sovrano neozelandese († 2024)
- 1955 - Angelo Zomegnan, giornalista, blogger e dirigente sportivo italiano
- 1956 - Paul Bradshaw, calciatore inglese († 2024)
- 1956 - David Carter, ex tennista australiano
- 1956 - Carlo Cosolo, doppiatore, direttore del doppiaggio e dialoghista italiano
- 1956 - Rick DeMont, ex nuotatore statunitense
- 1956 - Allan Hansen, ex calciatore danese
- 1956 - Jimmy Johnson, bassista statunitense
- 1956 - Mark Olberding, ex cestista statunitense
- 1956 - Patrick Ottmann, ex calciatore francese
- 1956 - Mangala Samaraweera, politico singalese († 2021)
- 1956 - Raphael Thattil, arcivescovo cattolico indiano
- 1956 - John Walker, produttore cinematografico statunitense
- 1957 - Jorge Luís Andrade da Silva, allenatore di calcio e ex calciatore brasiliano
- 1957 - Monika Auer, ex slittinista italiana
- 1957 - Brutus Beefcake, ex wrestler statunitense
- 1957 - Antonio Bonifacio, attore, sceneggiatore e regista italiano
- 1957 - Gianni De Conno, illustratore italiano († 2017)
- 1957 - Hervé Le Tellier, scrittore, poeta e linguista francese
- 1957 - Faustin-Archange Touadéra, politico centrafricano
- 1957 - Vítor Melo Pereira, ex arbitro di calcio portoghese
- 1958 - Dīmītra Arapoglou, politica greca
- 1958 - Mike Barson, tastierista britannico
- 1958 - Francis Duffy, arcivescovo cattolico irlandese
- 1958 - Tony Giammalva, ex tennista statunitense
- 1958 - Vlado Goreski, artista macedone
- 1958 - Sergio Laccone, cantautore e compositore italiano
- 1958 - Gordan Lederer, fotografo croato († 1991)
- 1958 - Geneviève Lemon, attrice australiana
- 1958 - Andie MacDowell, attrice e modella statunitense
- 1958 - Lidia Mannuzzu, biologa e fisiologa italiana († 2016)
- 1958 - Steve Meister, ex tennista statunitense
- 1958 - Mustafa Merry, allenatore di calcio e ex calciatore marocchino
- 1958 - Dale Mitchell, allenatore di calcio e ex calciatore canadese
- 1958 - Michiko Ueno, politica giapponese
- 1958 - Yoshito Usui, fumettista giapponese († 2009)
- 1959 - Tracy Jackson, ex cestista statunitense
- 1959 - Tim Jacobus, disegnatore statunitense
- 1959 - Koço Kokëdhima, imprenditore e politico albanese
- 1959 - Ol'ga Kuragina, ex multiplista sovietica
- 1959 - Gianfranco Matteoli, dirigente sportivo italiano
- 1959 - Jerry Only, bassista e cantante statunitense
- 1959 - Arno Pijpers, allenatore di calcio e ex calciatore olandese
- 1959 - Maurizio Schincaglia, allenatore di calcio e ex calciatore italiano
- 1959 - Robert Smith, cantautore e polistrumentista britannico
- 1959 - Abdulla Yameen, politico maldiviano
- 1960 - Karl Thomas Bacher, pilota motociclistico austriaco
- 1960 - Giovanni Benincasa, autore televisivo, conduttore televisivo e scrittore italiano
- 1960 - Michel Goulet, ex hockeista su ghiaccio canadese
- 1960 - Ivan Gudelj, ex calciatore e allenatore di calcio jugoslavo
- 1960 - Kim Yong-se, ex calciatore sudcoreano
- 1960 - Julius Korir, ex siepista, mezzofondista e maratoneta keniota
- 1960 - Steffi Kräker, ex ginnasta tedesco-orientale
- 1960 - Sergio Pescara, batterista italiano
- 1960 - Jeannette Walls, scrittrice e giornalista statunitense
- 1961 - José Luis Abós, allenatore di pallacanestro e dirigente sportivo spagnolo († 2014)
- 1961 - Cathy Cavadini, doppiatrice statunitense
- 1961 - Andrej Chomutov, ex hockeista su ghiaccio sovietico
- 1961 - Antonio Gerardo D'Errico, scrittore e poeta italiano
- 1961 - Ronald Florijn, ex canottiere olandese
- 1961 - Simonetta Greggio, scrittrice italiana
- 1961 - Chad e Carey Hayes, sceneggiatore statunitense
- 1961 - Cindy Oak, ex sciatrice alpina statunitense
- 1961 - Valerij Šanšin, compositore di scacchi kirghiso
- 1961 - David Servan-Schreiber, psichiatra e giornalista francese († 2011)
- 1961 - Kate Vernon, attrice canadese
- 1962 - Leila Ameddah, pittrice e scultrice algerina
- 1962 - Choi Yun-gyeom, allenatore di calcio e ex calciatore sudcoreano
- 1962 - Pierfrancesco Gamba, politico italiano
- 1962 - Denis Jachiet, vescovo cattolico francese
- 1962 - Mehdi Jomaa, politico tunisino
- 1962 - Stefano Maccoppi, allenatore di calcio e ex calciatore italiano
- 1962 - Carmen Osbahr, attrice e doppiatrice statunitense
- 1962 - Nino Pellacani, ex cestista italiano
- 1962 - Craig Robinson, ex cestista, allenatore di pallacanestro e dirigente sportivo statunitense
- 1962 - Ronnie Smith, cestista statunitense († 2011)
- 1962 - Sergej Viktorovič Zalëtin, cosmonauta russo
- 1963 - Ken Caminiti, giocatore di baseball statunitense († 2004)
- 1963 - Lisa Darr, attrice statunitense
- 1963 - Roy Dupuis, attore canadese
- 1963 - Salva Díez, ex cestista spagnolo
- 1963 - Erik King, attore statunitense
- 1963 - John Cameron Mitchell, attore, sceneggiatore e regista statunitense
- 1963 - Judit Novák, ex cestista ungherese
- 1963 - Eyðfinn Olsen, ex calciatore faroese
- 1963 - Beatriz Perdomo, ex cestista cubana
- 1963 - Eduardo Vilches, ex calciatore cileno
- 1963 - Francesca D'Aloja, attrice, scrittrice e regista italiana
- 1964 - Alex Baumann, ex nuotatore ceco
- 1964 - Ludmila Engquist, ex ostacolista sovietica
- 1964 - Kamie Ethridge, ex cestista e allenatrice di pallacanestro statunitense
- 1964 - Michail Fridman, imprenditore russo
- 1964 - Kevin Gage, ex calciatore inglese
- 1964 - Valentino Grant, manager e politico italiano
- 1964 - Miguel Ángel Martínez Ovelar, ex giocatore di calcio a 5 paraguaiano
- 1964 - Anna Muylaert, regista, autrice televisiva e critica cinematografica brasiliana
- 1964 - Ahmed Radhi, calciatore e allenatore di calcio iracheno († 2020)
- 1964 - Richard Schallert, saltatore con gli sci austriaco
- 1964 - Sergio Zorzi, ex rugbista a 15 e allenatore di rugby a 15 italiano
- 1965 - Carmine Amato, allenatore di calcio e ex calciatore italiano
- 1965 - Paolo Andreucci, pilota di rally italiano
- 1965 - Ed Belfour, ex hockeista su ghiaccio canadese
- 1965 - Edwin Benne, allenatore di pallavolo e ex pallavolista olandese
- 1965 - Luis Caputo, economista e politico argentino
- 1965 - Marco Antonino Clini, attore, doppiatore e annunciatore televisivo italiano
- 1965 - Luana Colussi, conduttrice televisiva, attrice e ex modella italiana
- 1965 - Gary Grant, ex cestista e allenatore di pallacanestro statunitense
- 1965 - Thomas Helmer, ex calciatore tedesco
- 1965 - Petra Horneber, tiratrice a segno tedesca
- 1965 - Gerit Kling, attrice, doppiatrice e modella tedesca
- 1965 - Arja Koriseva, cantante finlandese
- 1965 - Tatul Krpeyan, partigiano armeno († 1991)
- 1965 - Mihail Marin, scacchista rumeno
- 1965 - Igor' Maslennikov, ex hockeista su ghiaccio russo
- 1965 - Oliver McCall, pugile statunitense
- 1965 - Gerald Paddio, ex cestista statunitense
- 1965 - Pierbattista Pizzaballa, cardinale, patriarca cattolico e biblista italiano
- 1965 - Jessica Rizzo, ex attrice pornografica italiana
- 1966 - Ricky Blanton, ex cestista e allenatore di pallacanestro statunitense
- 1966 - Ilaria Capua, virologa, divulgatrice scientifica e politica italiana
- 1966 - James Francis Checchio, vescovo cattolico statunitense
- 1966 - Michele Foletti, politico svizzero
- 1966 - Michael Franti, rapper, poeta e musicista statunitense
- 1966 - Ilir Kepa, ex calciatore albanese
- 1966 - Per Hilmar Nybø, ex calciatore norvegese
- 1966 - Olivier Willocx, giurista belga
- 1967 - Irene Di Valmo, doppiatrice e scrittrice italiana
- 1967 - Jaka, cantante, musicista e disc jockey italiano
- 1967 - Bruno Orešar, ex tennista jugoslavo
- 1967 - Gianluca Tonetti, ciclista su strada italiano († 2023)
- 1968 - Christian Hoff, attore statunitense
- 1968 - Richard Igbineghu, ex pugile nigeriano
- 1968 - Geir Johansen, ex calciatore norvegese
- 1968 - Leslie Silva, attrice statunitense
- 1968 - Sabina Stilo, conduttrice televisiva, conduttrice radiofonica e giornalista italiana
- 1968 - Peter van Vossen, allenatore di calcio e ex calciatore olandese
- 1969 - Andrej Babkin, cosmonauta russo
- 1969 - Ekaterina Boldina, ex pentatleta russa
- 1969 - Andreas Christofī, ex calciatore cipriota
- 1969 - David Dias, ex cestista angolano
- 1969 - Daniel Goldstein, psicologo statunitense
- 1969 - John Kibowen, ex mezzofondista e maratoneta keniota
- 1969 - Mario Poletti, ex fondista di corsa in montagna italiano
- 1969 - Toby Stephens, attore britannico
- 1969 - Joel de la Fuente, attore statunitense
- 1970 - Jeff Anderson, attore e regista statunitense
- 1970 - Leonardo Colombati, scrittore e poeta italiano
- 1970 - Përparim Daiu, allenatore di calcio e ex calciatore albanese
- 1970 - Glen Hansard, cantautore, chitarrista e attore irlandese
- 1970 - Sascha Hupmann, cestista tedesco († 2020)
- 1970 - Javier Lorente, ex giocatore di calcio a 5 spagnolo
- 1970 - Alessandro Nutini, musicista italiano
- 1970 - Filipe Ramos, allenatore di calcio e ex calciatore portoghese
- 1970 - Rob Riggle, comico e attore statunitense
- 1970 - Michael Sternkopf, ex calciatore tedesco
- 1970 - Nicole Sullivan, attrice e comica statunitense
- 1970 - Alice Wu, regista e sceneggiatrice statunitense
- 1970 - Hiromi Yamamoto, ex pattinatrice di velocità su ghiaccio giapponese
- 1971 - Silvio Danailov, scacchista, imprenditore e dirigente sportivo bulgaro
- 1971 - Omar Hasan, ex rugbista a 15 e baritono argentino
- 1971 - Aleksandr Kravčenko, giocatore di poker russo
- 1971 - Michela Montevecchi, politica italiana
- 1971 - Axl Rotten, wrestler statunitense († 2016)
- 1971 - Giovanni Spinelli, ex calciatore italiano
- 1971 - Michael Turner, fumettista statunitense († 2008)
- 1971 - Anwar al-Awlaki, imam e terrorista statunitense († 2011)
- 1972 - Liz Carr, attrice britannica
- 1972 - Bridget Everett, attrice, cantante e comica statunitense
- 1972 - Petra Hultgren, modella e attrice svedese
- 1972 - Jacopo Iacoboni, giornalista e saggista italiano
- 1972 - Tia Jackson, ex cestista e allenatrice di pallacanestro statunitense
- 1972 - Ian Kahn, attore statunitense
- 1972 - Edoardo Leo, attore, sceneggiatore e regista italiano
- 1972 - Dmitrij Lepikov, ex nuotatore russo
- 1972 - Gianluca Lulli, allenatore di pallacanestro e ex cestista italiano
- 1972 - Narges Mohammadi, attivista iraniana
- 1972 - Gwendal Peizerat, ex pattinatore artistico su ghiaccio francese
- 1972 - Vidar Riseth, ex calciatore norvegese
- 1972 - Rogério Pinheiro dos Santos, ex calciatore brasiliano
- 1972 - Ruby, ex attrice pornografica statunitense
- 1972 - Renzo Semprini, ex cestista italiano
- 1972 - Severina Vučković, cantante e attrice croata
- 1973 - Steve Backshall, naturalista e conduttore televisivo inglese
- 1973 - Nadeshda Brennicke, attrice tedesca
- 1973 - Mark Dexter, attore britannico
- 1973 - Jean-Marc Dupraz, ex cestista e allenatore di pallacanestro francese
- 1973 - Ágnes Farkas, pallamanista ungherese
- 1973 - Vincenzo Ferrera, attore italiano
- 1973 - Bárbara Guimarães, conduttrice televisiva e giornalista portoghese
- 1973 - Katsuyuki Konishi, doppiatore giapponese
- 1973 - Alejandro Moreno, ex rugbista a 15 e allenatore di rugby a 15 argentino
- 1973 - Alena Rudkoŭskaja, ex nuotatrice bielorussa
- 1973 - Firmin Sanou, ex calciatore burkinabé
- 1973 - Aples Tecuari, ex calciatore indonesiano
- 1973 - Yoshiharu Ueno, ex calciatore giapponese
- 1973 - Massimiliano Valentini, fumettista italiano
- 1973 - Yang Roy-sung, schermidore sudcoreano
- 1974 - Jennifer Blanc, attrice statunitense
- 1974 - Bård Faust, batterista norvegese
- 1974 - Jason Gerhardt, attore statunitense
- 1974 - Maksim Gruznov, ex calciatore estone
- 1974 - Diana Gustilina, ex cestista russa
- 1974 - Orlando Jordan, ex wrestler statunitense
- 1974 - Karamoko Kéïta, ex calciatore maliano
- 1974 - Pablito el drito, disc jockey e produttore discografico italiano
- 1974 - Abdelilah Saber, ex calciatore marocchino
- 1975 - Dom Capuano, compositore e produttore discografico italiano
- 1975 - Sebastián Cejas, allenatore di calcio e ex calciatore argentino
- 1975 - Nell Freudenberger, scrittrice statunitense
- 1975 - Jacob Gaina, rugbista a 15 neozelandese († 2017)
- 1975 - Danyon Loader, ex nuotatore neozelandese
- 1975 - Eleonora Magaddino, ex cestista italiana
- 1975 - Emiliano Mammucari, fumettista, illustratore e scrittore italiano
- 1975 - Charlie O'Connell, attore statunitense
- 1975 - Kévin Page, ex sciatore alpino francese
- 1975 - Jürgen Panis, ex calciatore austriaco
- 1975 - Imanol Pradales, politico e sociologo spagnolo
- 1975 - Elizaveta Suvorova, ex pentatleta russa
- 1975 - Tha Trademarc, rapper statunitense
- 1975 - Ben Thornley, ex calciatore inglese
- 1975 - Brian J. White, attore statunitense
- 1975 - Pedro Winter, disc jockey e produttore discografico francese
- 1975 - Wu Chengying, ex calciatore cinese
- 1975 - Paulo Diogo, allenatore di calcio e ex calciatore svizzero
- 1976 - Thomas Hanselmann, ex calciatore liechtensteinese
- 1976 - Sergej Jakovlev, dirigente sportivo e ex ciclista su strada kazako
- 1976 - Josh McDaniels, ex giocatore di football americano e allenatore di football americano statunitense
- 1976 - Le Rat Luciano, rapper francese
- 1976 - Sandrine Thiébaud-Kangni, ex velocista e multiplista francese
- 1976 - Hristo Zlatanov, dirigente sportivo e ex pallavolista italiano
- 1977 - Carlo Cherubini, ex calciatore italiano
- 1977 - Doseone, rapper statunitense
- 1977 - Knut Hovel Heiaas, ex calciatore norvegese
- 1977 - Markos Kolōkas, dirigente sportivo e ex cestista greco
- 1977 - Tomasz Kot, attore polacco
- 1977 - Aleksandra Mel'ničenko, modella e cantante serba
- 1977 - Alison Quinn, ex atleta paralimpica australiana
- 1977 - John Rosendahl, ex cestista svedese
- 1977 - Jamie Salé, ex pattinatrice artistica su ghiaccio canadese
- 1977 - Dimitri Scarlato, compositore, direttore d'orchestra e arrangiatore italiano
- 1977 - Mette Schjoldager, ex giocatrice di badminton danese
- 1978 - Frate Alessandro, religioso e tenore italiano
- 1978 - Glen Berry, attore britannico
- 1978 - Jacob Burns, ex calciatore australiano
- 1978 - Eirik Dybendal, ex calciatore norvegese
- 1978 - Molly Morgan, attrice statunitense
- 1978 - Diana Navarro, cantante spagnola
- 1978 - Jukka Nevalainen, batterista finlandese
- 1978 - Paleface, musicista finlandese
- 1978 - Julija Pečënkina, ex ostacolista e velocista russa
- 1978 - Riccardo Pinzani, dirigente sportivo e ex arbitro di calcio italiano
- 1978 - Ricardo Ribeiro Fernandes, ex calciatore portoghese
- 1978 - Léo Condé, allenatore di calcio brasiliano
- 1978 - Matteo Serafini, allenatore di calcio e ex calciatore italiano
- 1978 - Branden Steineckert, batterista statunitense
- 1979 - Nicolas Bedos, attore e regista francese
- 1979 - Nino Garris, ex cestista tedesco
- 1979 - Michael Kümmerle, ex calciatore tedesco
- 1979 - Tobias Linderoth, allenatore di calcio e ex calciatore svedese
- 1979 - Natal'ja Makeeva, schermitrice russa
- 1979 - Alphonso McAuley, attore statunitense
- 1979 - James McAvoy, attore britannico
- 1979 - Maimie McCoy, attrice britannica
- 1979 - Erjol Merxha, allenatore di calcio e ex calciatore albanese
- 1979 - Nikos Papanikolopoulos, allenatore di pallacanestro e ex cestista greco
- 1979 - Puma, ex calciatore portoghese
- 1979 - Dominic Zamprogna, attore canadese
- 1980 - Dylan Bruce, attore canadese
- 1980 - Jaime Bustamante, ex calciatore venezuelano
- 1980 - Hadley Fraser, attore teatrale e cantante britannico
- 1980 - Katsura Hoshino, fumettista giapponese
- 1980 - Vincent Lecavalier, ex hockeista su ghiaccio canadese
- 1980 - Luís Fernando Martinez, ex calciatore brasiliano
- 1980 - Vanda Maslovs'ka, ex sollevatrice ucraina
- 1980 - Tony Romo, ex giocatore di football americano statunitense
- 1980 - Capucine Rousseau, ex tennista francese
- 1980 - Hiro Shimono, doppiatore giapponese
- 1980 - Rebecca Zlotowski, regista e sceneggiatrice francese
- 1981 - Jennifer Butler, ex cestista statunitense
- 1981 - Mads Junker, ex calciatore danese
- 1981 - Kim Lammers, hockeista su prato olandese
- 1981 - Andrius Mažutis, ex cestista lituano
- 1981 - Toby Leonard Moore, attore e doppiatore australiano
- 1981 - Jámison Olave, allenatore di calcio e ex calciatore colombiano
- 1981 - Ryan Randle, ex cestista statunitense
- 1981 - Liad Suez, ex cestista israeliana
- 1981 - Samanta Togni, ballerina e conduttrice televisiva italiana
- 1981 - Florin Zalomir, schermidore rumeno († 2022)
- 1981 - Gustavo Ávila, ex calciatore panamense
- 1982 - Khalif Barnes, giocatore di football americano statunitense
- 1982 - Albino Cossa, ex calciatore mozambicano
- 1982 - Claybourne Elder, attore e cantante statunitense
- 1982 - Matías Escobar, ex calciatore argentino
- 1982 - Pëtr Petrovič Fëdorov, attore, produttore cinematografico e sceneggiatore russo
- 1982 - Terrence Jenkins, conduttore televisivo, attore e giornalista statunitense
- 1982 - Kutiman, musicista israeliano
- 1982 - Samuel Peron, ballerino e personaggio televisivo italiano
- 1982 - Patrik Sandell, pilota di rally svedese
- 1982 - Enoch Showunmi, ex calciatore nigeriano
- 1982 - Carnell Williams, ex giocatore di football americano statunitense
- 1983 - Todor Aleksiev, pallavolista bulgaro
- 1983 - Javier Arizala, ex calciatore colombiano
- 1983 - Paweł Brożek, ex calciatore polacco
- 1983 - Piotr Brożek, ex calciatore polacco
- 1983 - Marco Donadel, allenatore di calcio e ex calciatore italiano
- 1983 - Maximiliano Gagliardo, calciatore argentino
- 1983 - Marcel Garvey, rugbista a 15 britannico
- 1983 - Tarvaris Jackson, giocatore di football americano statunitense († 2020)
- 1983 - Gugu Mbatha-Raw, attrice britannica
- 1983 - Ruthie Ann Miles, attrice e mezzosoprano statunitense
- 1983 - Julie Page, ex cestista britannica
- 1983 - Matteo Ripaldi, attore italiano
- 1984 - Federico Bolzonella, ex cestista italiano
- 1984 - Francesco Costa, giornalista, blogger e saggista italiano
- 1984 - Jennifer Dahlgren, martellista argentina
- 1984 - Ahmed Dhabaan, calciatore yemenita
- 1984 - Alberto Edjogo-Owono, ex calciatore spagnolo
- 1984 - Daniel Horton, ex cestista statunitense
- 1984 - Andrej Ivanov, cestista russo
- 1984 - Kim Ho-chang, attore sudcoreano
- 1984 - Cristóbal Márquez Crespo, calciatore spagnolo
- 1984 - Giacomo Sereni, cestista italiano
- 1984 - Michael Tinsley, ostacolista statunitense
- 1984 - Marie-Ernestine Worch, attrice tedesca
- 1984 - Mauricio Zenteno, calciatore cileno
- 1985 - Jessica Clark, modella e attrice britannica
- 1985 - Takurō Fujii, ex nuotatore giapponese
- 1985 - Anzur Ismoilov, calciatore uzbeko
- 1985 - Andy Jones, stuntman e tuffatore statunitense
- 1985 - Spike, rapper rumeno
- 1985 - Palina Rojinski, attrice e conduttrice televisiva russa
- 1985 - Wesllem, ex calciatore portoghese
- 1986 - Isabelle Barciulli, pilota di rally e copilota di rally italiana
- 1986 - Stanley Biwott, maratoneta keniota
- 1986 - Mikkel Bjørge, ex sciatore alpino norvegese
- 1986 - Thiago Cionek, calciatore brasiliano
- 1986 - Audra Cohen, ex tennista statunitense
- 1986 - Will Daniels, cestista statunitense
- 1986 - Alexander Edler, hockeista su ghiaccio svedese
- 1986 - Go Seul-ki, calciatore sudcoreano
- 1986 - João Guilherme, ex calciatore brasiliano
- 1986 - Vladimir Isajčev, ex ciclista su strada e pistard russo
- 1986 - Michael Mark, calciatore grenadino
- 1986 - Dickson Nwakaeme, ex calciatore nigeriano
- 1986 - Fanny Smets, astista belga
- 1986 - Rodney Stuckey, ex cestista statunitense
- 1986 - Mirko Valdifiori, allenatore di calcio e ex calciatore italiano
- 1986 - Ángel Daniel Vassallo, cestista portoricano
- 1986 - Isabelle Yacoubou, ex cestista, ex pesista e allenatrice di pallacanestro beninese
- 1986 - Michael Zach, ex sciatore alpino austriaco
- 1986 - Sidnei dos Santos Reis Mariano, ex calciatore capoverdiano
- 1987 - Ala'a Al-Shaqran, calciatore giordano
- 1987 - Mônica Hickmann Alves, calciatrice brasiliana
- 1987 - Rubén Arocha, calciatore venezuelano
- 1987 - Suivai Ataga, calciatore samoano
- 1987 - Justin Carter, cestista statunitense
- 1987 - Francesco Del Vecchio, pallavolista italiano
- 1987 - Eric Devendorf, ex cestista e allenatore di pallacanestro statunitense
- 1987 - Bobby Dutch, wrestler statunitense
- 1987 - Julio César García, pugile messicano
- 1987 - Leroy George, calciatore surinamese
- 1987 - Majd Eddin Ghazal, altista siriano
- 1987 - Alexis Gray-Lawson, allenatrice di pallacanestro e ex cestista statunitense
- 1987 - Préjuce Nakoulma, calciatore burkinabé
- 1987 - Carlos César Neves, ex calciatore brasiliano
- 1987 - Nílton Ferreira Júnior, ex calciatore brasiliano
- 1987 - Jo Nymo Matland, ex calciatore norvegese
- 1987 - Anastasija Prychod'ko, cantante e politica ucraina
- 1987 - Wintana Rezene, conduttrice televisiva, conduttrice radiofonica e scrittrice italiana
- 1987 - Geoffrey Rono, mezzofondista keniota
- 1987 - Tchô, ex calciatore brasiliano
- 1988 - Amer Al-Fadhel, calciatore kuwaitiano
- 1988 - Robbie Amell, attore canadese
- 1988 - S. Arun Prasad, scacchista indiano
- 1988 - Emre Batur, pallavolista turco
- 1988 - Ricky Berens, ex nuotatore statunitense
- 1988 - Dejan Bizjak, giocatore di calcio a 5 sloveno
- 1988 - Jencarlos Canela, attore e cantante statunitense
- 1988 - Maximiliano Ceratto, calciatore argentino
- 1988 - Gio Evan, scrittore, poeta e cantautore italiano
- 1988 - Filippo Giusti, ex rugbista a 15 italiano
- 1988 - Gary Kagelmacher, calciatore uruguaiano
- 1988 - Brylle Kamen, ex cestista francese
- 1988 - César Larios, ex calciatore salvadoregno
- 1988 - Zachary Steven Merrick, musicista statunitense
- 1988 - Lisa-Mari Moen Jünge, modella norvegese
- 1988 - Pedro Mosquera, calciatore spagnolo
- 1988 - Lucas Ordóñez, hockeista su pista argentino
- 1988 - José Pardo, calciatore spagnolo
- 1988 - Adam Rooney, calciatore irlandese
- 1988 - Sophie Rundle, attrice britannica
- 1988 - Christoph Sanders, attore statunitense
- 1988 - Ibrahima Traoré, ex calciatore francese
- 1988 - Evaldas Žabas, ex cestista lituano
- 1989 - Cristina Bonometti, ex calciatrice italiana
- 1989 - Nikki Cross, wrestler scozzese
- 1989 - Jori Davis, cestista statunitense
- 1989 - András Debreceni, calciatore ungherese
- 1989 - Sebastiano Dusi, rugbista a 15 italiano
- 1989 - Li Chao, scacchista cinese
- 1989 - Tatyana McFadden, atleta paralimpica, fondista e biatleta statunitense
- 1989 - Adriano Moraes, artista marziale misto brasiliano
- 1989 - Carlos Muñoz Rojas, calciatore cileno
- 1989 - Ruslans Nakoņečnijs, pentatleta ucraino
- 1989 - Josh Rutledge, giocatore di baseball statunitense
- 1989 - Adrián Szekeres, ex calciatore ungherese
- 1989 - Yen Yaki, calciatore spagnolo
- 1990 - Maximiliano Calzada, calciatore uruguaiano
- 1990 - Cheng Feng, ex cestista cinese
- 1990 - Juan de Gracia, ex calciatore panamense
- 1990 - Mac DeMarco, cantautore e polistrumentista canadese
- 1990 - Dorofjejeva, cantante, personaggio televisivo e attrice ucraina
- 1990 - Cătălin Golofca, calciatore rumeno
- 1990 - Mechack Jérôme, calciatore haitiano
- 1990 - Ali M'Madi, calciatore francese
- 1990 - Aleksandar Prijović, calciatore serbo
- 1990 - Raphiael Putney, cestista statunitense
- 1990 - Tunay Torun, ex calciatore tedesco
- 1990 - Alina Tumilovič, ginnasta bielorussa
- 1990 - Luiz Eduardo dos Santos Gonzaga, calciatore brasiliano
- 1991 - Andriamirado Andrianarimanana, calciatore malgascio
- 1991 - Michael Barrios, calciatore colombiano
- 1991 - Ricky Brabec, pilota motociclistico statunitense
- 1991 - Max Chilton, pilota automobilistico britannico
- 1991 - Karolis Chvedukas, calciatore lituano († 2023)
- 1991 - Paulo Costa, artista marziale misto brasiliano
- 1991 - Frank Dillane, attore e musicista britannico
- 1991 - Antonio Iannuzzi, cestista italiano
- 1991 - Christian Klem, ex calciatore austriaco
- 1991 - Marcell Nagy, attore ungherese
- 1991 - Esben Rashid, giocatore di calcio a 5 e calciatore norvegese
- 1991 - Hacı Əliyev, lottatore azero
- 1992 - Botond Baráth, calciatore ungherese
- 1992 - Leotrim Bekteshi, calciatore kosovaro
- 1992 - Mark Cullen, calciatore inglese
- 1992 - Deiner Córdoba, ex calciatore colombiano
- 1992 - Deng Linlin, ex ginnasta cinese
- 1992 - Claudia Doumit, attrice australiana
- 1992 - Nikita Drozdov, calciatore russo
- 1992 - Maxim Focșa, calciatore moldavo
- 1992 - Wilmer Fuentes, calciatore honduregno
- 1992 - Andreas Geipl, calciatore tedesco
- 1992 - Holden Huff, giocatore di football americano statunitense
- 1992 - Isco, calciatore spagnolo
- 1992 - Aleš Mandous, calciatore ceco
- 1992 - Kristijan Milaković, pallanuotista croato
- 1992 - Mitch Morse, ex giocatore di football americano statunitense
- 1992 - Joc Pederson, giocatore di baseball statunitense
- 1992 - Cyrus Rutto, ex mezzofondista keniota
- 1992 - René Santos, calciatore brasiliano
- 1992 - Reto Schmidiger, sciatore alpino svizzero
- 1992 - Jovan Stojanović, calciatore serbo
- 1992 - Joshua Tijani, ex calciatore ghanese
- 1992 - Jhonny Vidales, calciatore peruviano
- 1992 - Weslley Smith Alves Feitosa, calciatore brasiliano
- 1993 - Marius Bear, cantante svizzero
- 1993 - Badr Boulahroud, calciatore marocchino
- 1993 - Niko Datković, calciatore croato
- 1993 - Francesco De Fabiani, fondista italiano
- 1993 - Marko Docić, calciatore serbo
- 1993 - Bruno Gaspar, calciatore portoghese
- 1993 - Kurtis Guthrie, calciatore inglese
- 1993 - Andrés Hernández, calciatore venezuelano
- 1993 - Hedaya Malak, taekwondoka egiziana
- 1993 - Gastón Olveira, calciatore uruguaiano
- 1993 - Mitchell Paulissen, calciatore olandese
- 1993 - Eemeli Pirinen, ex sciatore alpino finlandese
- 1994 - Ludwig Augustinsson, calciatore svedese
- 1994 - Andrew Benz, ex pallavolista statunitense
- 1994 - Iga Chojnacka, pallavolista polacca
- 1994 - Shaq Thompson, giocatore di football americano statunitense
- 1994 - Alfonso Herrero, calciatore spagnolo
- 1994 - Marcelo Lopes, calciatore portoghese
- 1994 - Mauricio Marin, cestista tedesco
- 1994 - Jaydon Mickens, giocatore di football americano statunitense
- 1994 - Adam Morgan, calciatore inglese
- 1994 - Filipe Santos Oliveira, calciatore portoghese
- 1994 - Jennie Simms, cestista statunitense
- 1994 - Vadym Straškevyč, calciatore ucraino
- 1994 - Mitchell Weiser, calciatore tedesco
- 1994 - Ana Rodrigues, nuotatrice portoghese
- 1994 - Aram Šaxnazaryan, ex calciatore armeno
- 1995 - Josh Adams, rugbista a 15 britannico
- 1995 - Djavan Anderson, calciatore surinamese
- 1995 - Beatrice Benicchi, cestista italiana
- 1995 - Iván Calero, calciatore spagnolo
- 1995 - Monika Conjar, calciatrice croata
- 1995 - Ruahei Demant, rugbista a 15 neozelandese
- 1995 - Thomas Doherty, attore e cantante britannico
- 1995 - Jale Dreloa, calciatore figiano
- 1995 - Jonathan Hilbert, marciatore tedesco
- 1995 - Eva De Dominici, attrice e modella argentina
- 1995 - Marcquise Reed, cestista statunitense
- 1995 - Penny Smith, tiratrice a volo australiana
- 1995 - Joona Veteli, calciatore finlandese
- 1995 - Jairo Vélez, calciatore ecuadoriano
- 1996 - Nick Allegretti, giocatore di football americano statunitense
- 1996 - Fábio Samuel Amorim Silva, calciatore portoghese
- 1996 - Iván Arboleda, calciatore colombiano
- 1996 - Janine Berger, ginnasta tedesca
- 1996 - Gastón Faber, calciatore uruguaiano
- 1996 - Tavi Gevinson, blogger, scrittrice e attrice statunitense
- 1996 - Arianne Hartono, tennista olandese
- 1996 - Christian Kühlwetter, calciatore tedesco
- 1996 - Marko Mihojević, calciatore bosniaco
- 1996 - Luisa Neubauer, politica e attivista tedesca
- 1996 - Miloš Ostojić, calciatore serbo
- 1996 - Sergi Quintela, cestista spagnolo
- 1996 - İvan Tixonov, ginnasta azero
- 1996 - Esmee Vermeulen, nuotatrice olandese
- 1997 - DeShon Elliott, giocatore di football americano statunitense
- 1997 - Blake Ferguson, giocatore di football americano statunitense
- 1997 - Gong Xiangyu, pallavolista cinese
- 1997 - Gabriela Knutson, tennista ceca
- 1997 - Enock Kwateng, calciatore francese
- 1997 - Francesca Mellano, calciatrice italiana
- 1997 - Emanuel Mercado, calciatore argentino
- 1997 - Igor Milošević, giocatore di football americano serbo
- 1997 - Mikel Oyarzabal, calciatore spagnolo
- 1997 - Matteo Pessina, calciatore italiano
- 1997 - Andy Rinomhota, calciatore zimbabwese
- 1997 - Riley Seger, sciatore alpino canadese
- 1997 - Ángel Zamudio, calciatore peruviano
- 1997 - André Luis, calciatore brasiliano
- 1998 - Jarrett Allen, cestista statunitense
- 1998 - Alicia Aylies, modella francese
- 1998 - Zé Felipe, cantante brasiliano
- 1998 - Miloš Glišić, cestista serbo
- 1998 - Khalil Herbert, giocatore di football americano statunitense
- 1998 - Petur Knudsen, calciatore faroese
- 1998 - Joey Konings, calciatore olandese
- 1998 - Jérémy Le Douaron, calciatore francese
- 1998 - Loudon Love, cestista statunitense
- 1998 - Chad Plato, rugbista a 15 namibiano
- 1998 - Bedoes 2115, rapper polacco
- 1998 - Warren Tchimbembé, calciatore francese
- 1998 - Charlotte Tison, calciatrice belga
- 1998 - Victor Paraíba, calciatore brasiliano
- 1999 - Paweł Adamski, pattinatore di short track polacco
- 1999 - Alexander Alvarado, calciatore ecuadoriano
- 1999 - Rafael Bilú, calciatore brasiliano
- 1999 - Šeriddin Boboev, calciatore tagiko
- 1999 - Godfried Frimpong, calciatore olandese
- 1999 - Edgar López, calciatore messicano
- 1999 - Lucrezia Magistris, sollevatrice italiana
- 1999 - Géraldine Reuteler, calciatrice svizzera
- 1999 - Fabio Rothmund, ex giocatore di football americano svizzero
- 1999 - Luk'a Silagadze, calciatore georgiano
- 1999 - Cmqmartina, cantautrice italiana
- 1999 - Richmond Tachie, calciatore tedesco
- 1999 - Tadas Vaičiūnas, cestista lituano
- 1999 - Alex Ward, giocatore di football americano statunitense
- 1999 - Tainara de Souza da Silva, calciatrice brasiliana
- 2000 - Rahim Ali, calciatore indiano
- 2000 - Keanin Ayer, calciatore sudafricano
- 2000 - Manos Chatzīdakīs, cestista greco
- 2000 - Alex Cochrane, calciatore inglese
- 2000 - Igor Drobnjak, cestista montenegrino
- 2000 - Jago Geerts, pilota motociclistico belga
- 2000 - Francisca Jorge, tennista portoghese
- 2000 - Théo Leoni, calciatore belga
- 2000 - Luanzinho, calciatore brasiliano
- 2000 - Atle Lie McGrath, sciatore alpino norvegese
- 2000 - Santiago Moreno, calciatore colombiano
- 2000 - Pedro Pelágio, calciatore portoghese
- 2000 - Nemo Schiffman, cantante e attore francese
- 2000 - Tré Turner, giocatore di football americano statunitense
- 2000 - Payton Wilson, giocatore di football americano statunitense
- 2000 - Artūrs Žagars, cestista lettone
- 2000 - Sean Zawadzki, calciatore statunitense

## XXI secolo(28)
- 2001 - Tristan Boyer, tennista statunitense
- 2001 - Borisav Burmaz, calciatore serbo
- 2001 - Sofia Colombo, calciatrice italiana
- 2001 - Léa Curinier, ciclista su strada e ciclocrossista francese
- 2001 - Oleksandr Drambajev, calciatore ucraino
- 2001 - Lara Gillespie, pistard, ciclista su strada e ciclocrossista irlandese
- 2001 - Justus Hollatz, cestista tedesco
- 2001 - Enzo Larrosa, calciatore uruguaiano
- 2001 - Sada Nahimana, tennista burundese
- 2001 - Erika Pykäläinen, sciatrice alpina finlandese
- 2001 - Edoardo Zambanini, ciclista su strada e pistard italiano
- 2002 - Alexander Briedl, calciatore austriaco
- 2002 - Emily Conte, discobola e martellista italiana
- 2002 - Jessica Degenhardt, slittinista tedesca
- 2002 - Otávio Ataide da Silva, calciatore brasiliano
- 2002 - Aljoša Vasić, calciatore serbo
- 2003 - Francesca Ceci, kickboxer italiana
- 2003 - Carla, cantante francese
- 2003 - Gabriel Halabrín, calciatore slovacco
- 2003 - Emilia Nilsson Garip, tuffatrice svedese
- 2003 - Emilio Rodríguez, calciatore messicano
- 2003 - Xavi Simons, calciatore olandese
- 2003 - Lucas Wasilewsky, calciatore uruguaiano
- 2004 - Mamadou Coulibaly, calciatore francese
- 2004 - Maxim Dekker, calciatore olandese
- 2004 - Joel Ordóñez, calciatore ecuadoriano
- 2005 - Maria Bofill Strub, nuotatrice artistica spagnola
- 2007 - Isabella di Danimarca, principessa danese

## Senza anno specificato(3)
- Hirotaka Kisaragi, fumettista giapponese
- Mario Porrati, calciatore italiano
- Paco Reconti, attore italiano